# ميدالية كروفورد
انظر أيضًا جائزة كروفورد للروايات الخيالية.
انظر أيضًا ميدالية ماكس كروفورد الجائزة الأكاديمية الأسترالية.

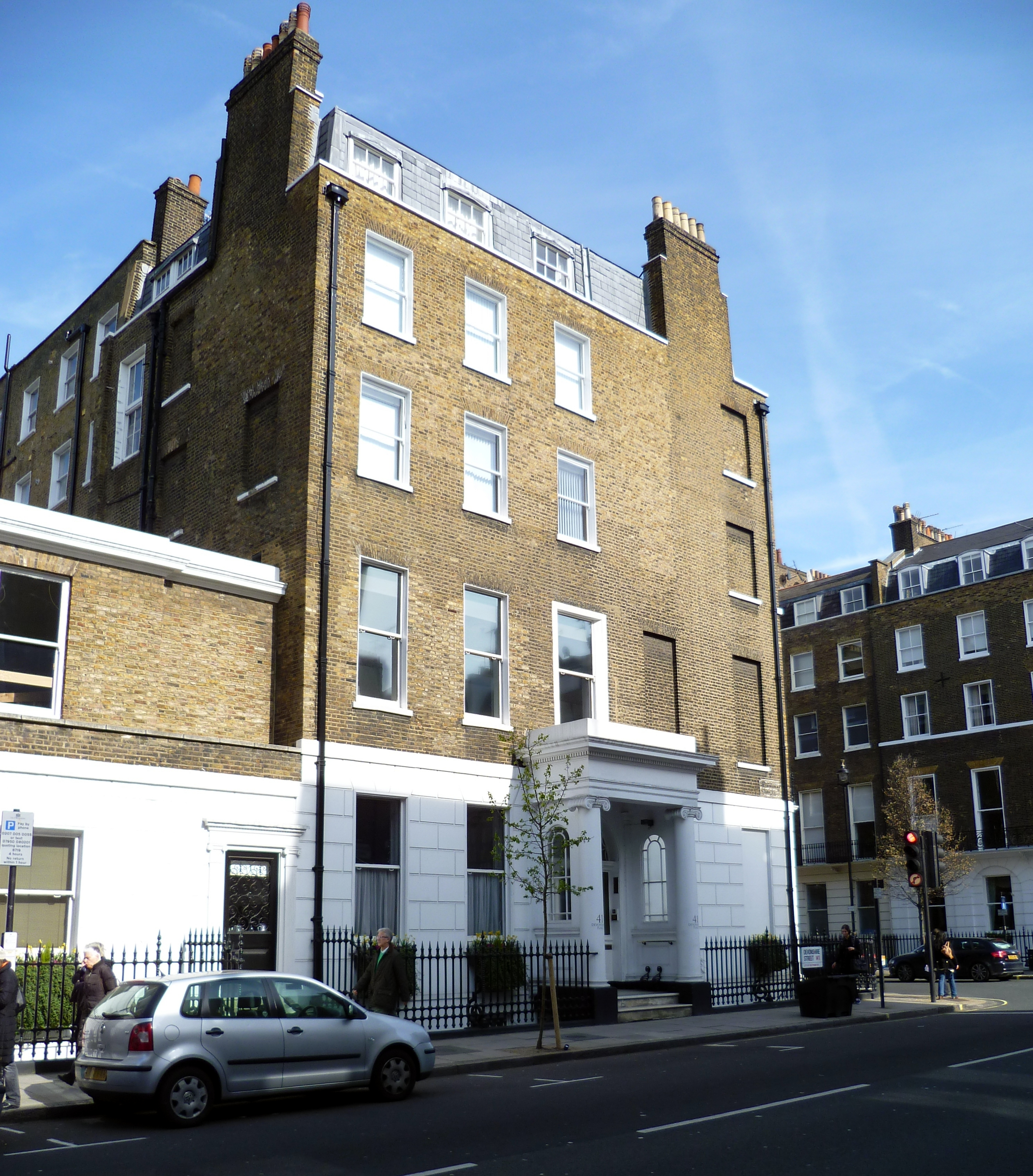
المقر السابق (1925–2019) للجمعية الملكية لهواة جمع الطوابع في لندن في 41 ديفونشاير بليس دبليو1.

ميدالية كروفورد (بالإنجليزية: Crawford Medal) هي ميدالية ذهبية اللون تمنحها الجمعية الملكية لهواة جمع الطوابع في لندن لأكثر المساهمات قيمة وأصالة في دراسة ومعرفة فن جمع الطوابع المنشور على هيئة كتب خلال الفترة ذات الصلة.
سميت الميدالية على اسم جيمس ليندسي - إيرل كروفورد السادس والعشرون الذي كان قد جمع بحلول وقت وفاته في عام 1913 أعظم مكتبة طوابع في عصره.

## ميداليات مجتمعية أخرى
ويمنح المجتمع أيضًا هذه الميداليات الفضية:
- ميدالية تيلارد لأفضل عرض كبير لأي جانب من جوانب هواية جمع الطوابع والتي يمنحها واحد أو أكثر من الزملاء أو الأعضاء خلال الفترة ذات الصلة.
- ميدالية لي لأفضل ورقة تتناول أي جانب من جوانب هواية جمع الطوابع والتي يقدمها أحد الزملاء أو الأعضاء خلال الفترة ذات الصلة.
- ميدالية تابلينج لأفضل ورقة بحثية كتبها زميل أو عضو ونشرت في مجلة ذا لندن فيلاتليست خلال الفترة ذات الصلة.

## قائمة الفائزين بميدالية كروفورد
| السنة | المؤلف                                         | عنوان |
| ----- | ---------------------------------------------- | --- |
| 1920  | هوغو غريبرت                                    | طوابع إسبانيا 1850-1854 |
| 1921  | السير إدوارد ديني بيكون كيه سي في أو           | طوابع البريد المنقوشة بخط بريطانيا العظمى |
| 1922  | تشارلز نيسن وبرترام ماكغوان                    | طلاء طابع البريد الأسود لبريطانيا العظمى 1840 |
| 1923  | تشارلز لاتروب                                  | فيكتوريا: صور نصفية للطول والملكة ذات البنسين المتربعة على العرش |
| 1924  | -الملازم العقيد جي إس جي.أس.أف. نايبر          | طوابع الإصدار الأول من برازيل |
| 1925  | الدكتور جستوس أندرسن وهنريك ديتلوف             | نورجيس فريمركر 1855-1924 |
| 1927  | ف. جي. بيبلو                                   | طوابع البريد في بوينس آيرس |
| 1928  | سي.إف. دندي مارشال                             | مكتب البريد البريطاني من بدايته حتى نهاية عام 1925 |
| 1929  | إيه إم ترايسي وودوارد                          | طوابع البريد اليابانية والتابعة لها |
| 1930  | د. كارول تشايس                                 | طابع بريدي بقيمة 3 سنتات للولايات المتحدة الأمريكية إصدار 1851-1857 |
| 1931  | جيلبرت جيه أليس                                | "كيب أوف غود هوب" رأس الرجاء الصالح: تاريخه البريدي وطوابعه البريدية |
| 1932  | إيه إيه سميثيس والقائد دي آر مارتن             | طوابع الهند المطبوعة بالحجر أربع آنات ١٨٥٤-١٨٥٥ |
| 1933  | إي جي لي                                       | طوابع البريد في أوروغواي |
| 1934  | الدكتور إيميليو ديينا الأول                    | فرانكبوللي ديل رينو دي نابولي |
| 1935  | كارل شميت                                      | طوابع البريد للمكاتب الإقليمية الروسية |
| 1936  | الدكتور هربرت مونك                             | كوهل بريفماركن-هندبوك |
| 1937  | ستانلي براين أشبروك                            | طابع العشرة سنتات الأمريكي لعام 1851-1857 |
| 1938  | ماكس جيهول                                     | طوابع الولايات المتحدة في القرن العشرين المجلد الرابع |
| 1939  | الدكتور ه. أوزبورن                             | بريطانيا العظمى صفيحة بنسين تسعة. دراسة للصفيحة وإصلاحاتها |
| 1940  | جيه إتش كيرل و أ. إي. باسدن                    | طوابع البريد التنقلية |
| 1944  | أ. أ. يورغنز                                   | طوابع البريد المطبوعة يدويًا لرأس الرجاء الصالح من عام 1792 إلى عام 1853 والطوابع البريدية من عام 1853 إلى عام 1910                                                                                    |
| 1945  | بريسكوت هولدن ثورب                             | الأظرف والطوابع البريدية للولايات المتحدة وممتلكاتها |
| 1947  | وينثروب سميلي بوغز                             | طوابع البريد والتاريخ البريدي لكندا |
| 1948  | أ. تورت نيكولاو                                | دليل جامع الطوابع البريدية الإسباني 1855-1869 |
| 1949  | الدكتور أف إي وود                              | طوابع بريدية لمستوطنات المضائق |
| 1950  | إل.إي. داوسون                                  | طوابع بريدية هندية بقيمة واحد آنا وآناتين (1854-1855) |
| 1951  | د. آلان ستيفنسون                               | الطوابع المثلثة لرأس الرجاء الصالح |
| 1952  | جيه. شميت-أندرسن                               | طوابع البريد في الدنمارك 1851-1951 |
| 1953  | السير جون ويلسون بارت سي في أو                 | مجموعة الطوابع الملكية |
| 1954  | جيه. آر. دبليو. بروفز                          | نصف أطوال فيكتوريا |
| 1956  | الجمعية الملكية لهواة جمع الطوابع في نيوزيلندا | طوابع بريد نيوزيلندا المجلد الثالث |
| 1958  | جون إيستون                                     | تاريخ د لا روي للطوابع البريدية البريطانية والأجنبية 1855-1901 |
| 1959  | الدكتور دبليو.آر فورستر وود                    | طوابع البريد والتاريخ البريدي في سراواك |
| 1960  | س.د. تشيلينغيريان و و.س.إ. ستيفن               | طوابع الإمبراطورية الروسية المستخدمة في الخارج (مطبوعة في أجزاء متعددة) |
| 1961  | الدكتور محمد دادخاه                            | طوابع الأسد في فارس |
| 1962  | نيكولاس ارجنتي                                 | طوابع البريد في نيو برونزويك ونوفا سكوتيا |
| 1963  | د. و.ر.د. ويغينز                               | طوابع بريطانيا العظمى الجزء الثاني |
| 1964  | الدكتور جوزيف شاتزكيس                          | إلغاءات المكسيك 1856-1874 |
| 1965  | جواكين غالفيز نارنجو                           | لوس بريميروس سيلوس دي تشيلي 1853 إلى 1867 |
| 1966  | الدكتور إس إتشيدا                              | إصدارات زهرة الكرز في اليابان 1872-1876 |
| 1967  | اتحاد جمعيات الطوابع المجرية                   | "مغمارية بيلاجيك مونوجرافيجا" دراسة الطوابع المجرية: المجلدات الأول والثاني والخامس(Volumes I، II و V)                                                                                                |
| 1968  | لا جائزة                                       | |
| 1969  | الجمعية الدولية لهواة جمع التحف في غواتيمالا   | غواتيمالا المجلد الأول: تاريخ البريد والطوابع حتى منتصف عام ١٩٠٢ |
| 1970  | لا جائزة                                       | |
| 1971  | لا جائزة                                       | |
| 1972  | جورج هيرست                                     | تاريخ الاتصالات عبر البريد بين الولايات المتحدة وأوروبا 1845-1875 |
| 1973  | ريموند سالز                                    | موسوعة البريد البحري الفرنسي التاريخي والكتالوج (المجلدات من الأول إلى الثامن) |
| 1974  | روبسون لو                                      | موسوعة عن طوابع البريد الإمبراطورية البريطانية (المجلد الخامس) |
| 1975  | جي سي فان بالين بلانكن و بيرت بورمان           | هولندا - طلاء العملات المعدنية من فئة 5 سنتات و10 سنتات لعام 1852 (مجلدات متعددة 1968-1977) |
| 1976  | أرشيبالد جي.م. باتن                            | ولاية أورانج الحرة - مكاتبها البريدية وعلاماتها 1868-1910 |
| 1977  | لا جائزة                                       | |
| 1978  | أ. رونالد باتلر                                | العلامات الإدارية في جنوب أستراليا |
| 1979  | أورجان لينغ                                    | تاريخ القاعدة الجوية في الشمال- تاريخ البريد الجوي في اسكندنافيا |
| 1980  | هارولد فيشر                                    | طلاء البنس (المجلدات من الأول إلى الرابع) |
| 1981  | ماركوس سامويل والدكتور ألان كيهغينز            | نماذج من الطوابع والقرطاسية لبريطانيا العظمى |
| 1982  | سيجورد رينغستروم وهنري إيه تستر                | طوابع رسائل السفن الخاصة في العالم (الجزء الأول والثاني) |
| 1983  | الدكتور أنطون جيرجر                            | دليل عن لومبارديا-فينيطيا النمساوية |
| 1984  | أرماندو ماريو أويرا                            | كلاسيكوس دي ريلفو دي برتغال |
| 1985  | باولو فولماير                                  | التاريخ البريدي لمملكة سردينيا من النشأة إلى إدخال الطابع البريدي |
| 1986  | البروفيسور كارلريتشارد برول                    | تاريخ هواية جمع الطوابع: المجلدان الأول والثاني |
| 1987  | لا جائزة                                       | |
| 1988  | غاري رايان                                     | إلغاء مكاتب البريد المجرية في الإصدار الأول من المجر 1867-1871 |
| 1989  | أدولف كوبل وريموند دي مانرز                    | طوابع الرسوم والإيرادات القضائية للولايات الأميرية في الهند (المجلدان الأول والثاني) |
| 1990  | د. نينو أكيلا                                  | أنا فرانكوبولي ديغلي ألتيمي ر |
| 1991  | بيتر إم إيبوتسون                               | تاريخ البريد والعلامات البريدية في موريشيوس |
| 1992  | جي مايكل وب. جين موبرا                         | رسالة بريطانية إلى وجهات خارج البلاد 1840-1875 |
| 1993  | جاك إف. إنس و س. جون ساكر                      | خدمات البريد في منطقة نيجيريا البريطانية |
| 1994  | جيمس فان دير ليندن                             | "كتالوج" من "ماركيس دي پاساج" |
| 1995  | (هاي.إيه. ووكر) و(جي.هاي.كولز)                 | الإلغاءات البريدية للإمبراطورية العثمانية: الجزء 1 إلى 4 |
| 1996  | باولو فولماير وفيتوريو مانشيني                 | التاريخ البريدي لمملكة نابولي من البداية إلى ظهور الطوابع |
| 1997  | لا جائزة                                       | |
| 1998  | بيتر إيه فرنبانك                               | اللوحات الأساسية للملك جورج الخامس من تصميم إدارة البريد والإيرادات الإمبراطورية |
| 1999  | هيو في فيلدمان                                 | مستلمو الرسائل في لندن 1652-1857: تاريخ مناصبهم وطوابعهم اليدوية في البريد العام والبريد ذي البنس الواحد والبريد ذي البنسين                                                                           |
| 2000  | البروفيسور بيتر إ س سميث                       | مصر - الطوابع وتاريخ البريد - رسالة في علم الطوابع |
| 2001  | جي سي أكرمن وغافين ه. فراير                    | إصلاح مكتب البريد في العصر الفيكتوري وتأثيره على النشاط الاقتصادي والاجتماعي |
| 2002  | الدكتور أولريخ فيرشنباور                       | النمسا 1850-1918 |
| 2003  | ف. هيمبوكلر                                    | رومانيا: إمارة والاشيا 1820-1862، الإمارات المتحدة 1862-1872 (إمارة والاشيا 1820-1862، الإمارات المتحدة 1862-1872 (استكمالاً للعمل الذي بدأه المؤلف في كتابه رومانيا: رؤوس الثور في مولدوفا 1852-1862) |
| 2004  | كلود جي بي ديلبيك                              | البريد الهولندي للشحن الجزء الثاني، هولندا والغرب 1600-1900 (استكمالاً للعمل الذي بدأه المؤلف في البريد الهولندي للشحن، الجزء الأول، هولندا - جزر الهند الشرقية 1600-1900)                             |
| 2005  | روبرت بيه أودينويلر                            | طوابع و تاريخ البريد في ساموا في القرن التاسع عشر |
| 2006  | بريان كيرسلي                                   | اكتشاف الخيول البحرية - الملك جورج الخامس يمتلك قيم عالية |
| 2007  | لا جائزة                                       | |
| 2008  | ديفيد ستوتر                                    | خدمة البريد البريطانية في المغرب 1907-57 |
| 2009  | إريك يندال                                     | الملك جورج السادس من نوع المفتاح كبير الإيرادات والبريد العلامات العلامات البريدية ذات القيمة العالية 1937-1953                                                                                       |
| 2010  | (ميكيل شافيت)                                  | مقدمة إلى تاريخ البريد (فرانس) |
| 2011  | روبرت بي أودينويلر                             | طوابع البريد في نيوزيلندا 1855-1873: قضايا رأس تشالون |
| 2012  | ديفيد تيت                                      | تاريخ بريد من أسرى الحرب والمحتجزين المدنيين في شرق آسيا خلال الحرب العالمية الثانية: الجملة 1 إلى 5                                                                                                  |
| 2013  | كيز أدمة                                       | البريد الهولندي في أوقات الاضطرابات: الجملة 1 و 2 و 3 |
| 2014  | بيتر فان دير مولين                             | السوايزلاند فيليتي إلى عام 1968 |
| 2015  | كينيث سكودر                                    | طوابع بريد كوينزلاند 1879-1912 |
| 2016  | ستيفن سي والسكي و ريتشارد فراجولا              | رسائل التوسع إلى الغرب، 1803-1861 |
| 2017  | جيمس بيندون                                    | طوابع عينة UPU 1878-1961 |
| 2018  | هيو في فيلدمان                                 | خطوط البريد للسكك الحديدية في الولايات المتحدة وعقود 1832-1875 |
| 2019  | ألان دروس                                      | طابع بريدي من شركة بيركنز بيكون البريطانية، مطبوع عليه خط منقوش، 1840-1846 |
| 2020  | جيمس بي غوف                                    | تاريخ البريد في الاتحاد البريدي العالمي: بطاقة البريد (في جميع أنحاء العالم) 1869-1974 |
| 2021  | جيمس غريموود تايلور                            | الإصلاحات البريدية الدولية |
| 2022  | جيليرو ف. غاليغوس و جوزيف دي هان               | قضايا القرن التاسع عشر في السلفادور، 1867-1900 |
| 2023  | لارس إنجلبريخت                                 | المكتب البريدي في الدنمارك: القضية الثنائية اللون 1871-1905 |
| 2024  | لويس وإدواردو باريروس                          | الهند البرتغالية: تاريخ البريد والمسائل الأولى من "المنطقة الأصلية" إلى عام 1900 |

## روابط خارجية
- الجمعية الملكية لهواة جمع الطوابع في لندن